# Stollenportal (Heckholzhausen)

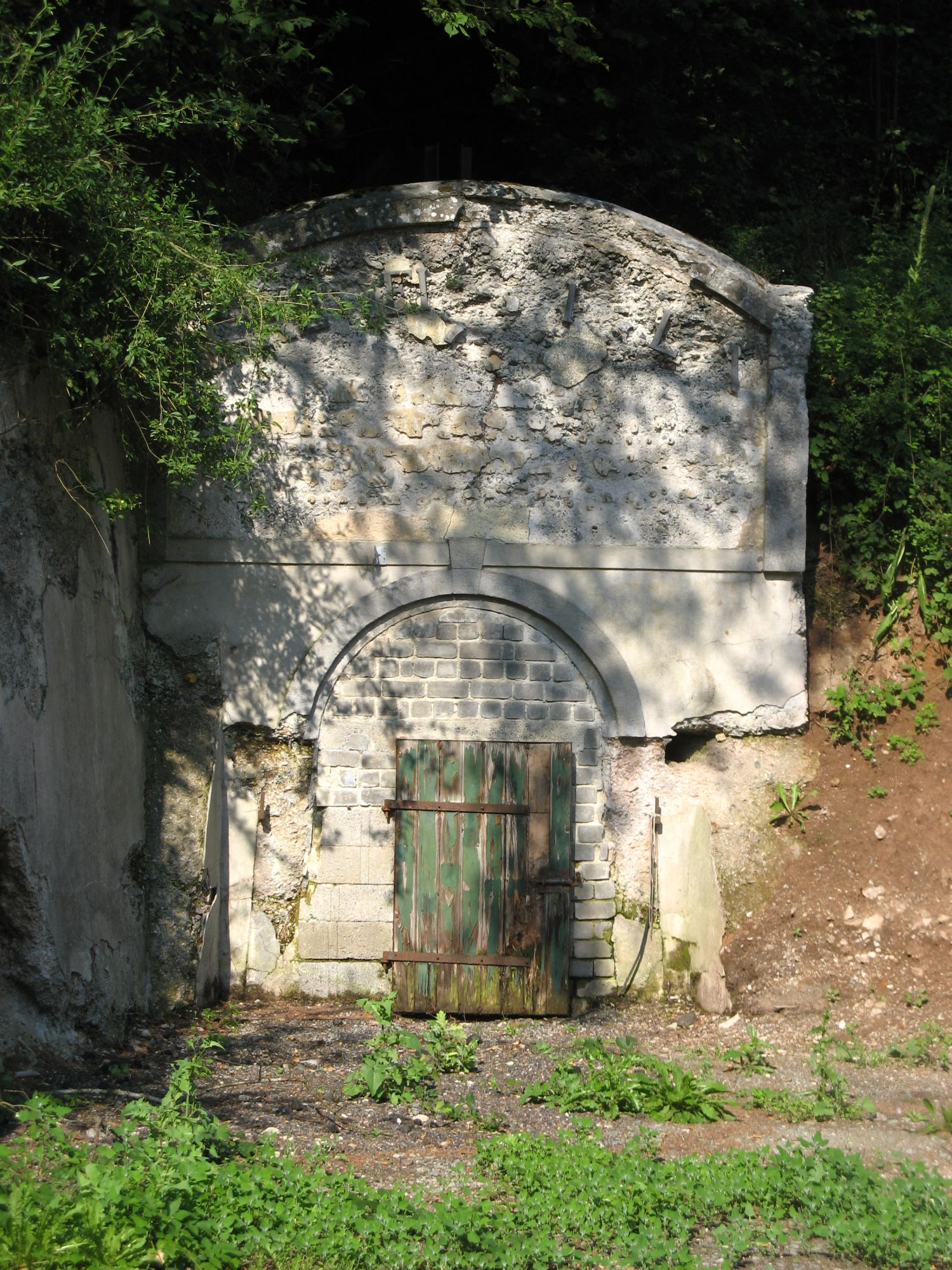
Stollenportal in Heckholzhausen

Das Stollenportal in Heckholzhausen, einem Ortsteil der Gemeinde Beselich im mittelhessischen Landkreises Limburg-Weilburg, wurde von 1905 bis 1915 errichtet. Das Portal zum sogenannten Carl-Heinz-Stollen der Grube Gilsenhag (auch Gilsahaag oder Gilsenhaag) am Lahrer Weg ist ein geschütztes Kulturdenkmal.
Die Grube Gilsenhag förderte als einzige deutsche Grube vorwiegend Manganerz. Nach dem Ersten Weltkrieg wurden die Bauwerke der Grube verändert.
Der beschädigte Eingang ist ein Relikt der hessischen Bergbaugeschichte.